# Gartz
Gartz (pronunciación en alemán: /ɡaʁt͡s/ⓘ) es un municipio situado en el distrito de Uckermark, en el estado federado de Brandeburgo (Alemania), a una altitud de 6 metros. Su población a finales de 2016 era de 2500 habs. y su densidad poblacional, 40 hab/km².
Se encuentra a orillas del río Oder que lo separa de Polonia.
Fue parte del Ducado de Pomerania, ocupada por Suecia en enero de 1631, pasó a Prusia en 1720 mediante el Tratado de Estocolmo.